# Suranaree University of Technology
Die Suranaree University of Technology, SUT (thailändisch มหาวิทยาลัยเทคโนโลยีสุรนารี, RTGS Mahawitthayalai Theknoloyi Suranari, übersetzt: „Technische Universität Suranari“) ist eine öffentliche Universität in Nakhon Ratchasima. Nakhon Ratchasima liegt in der Nordostregion von Thailand (Isan). Die Universität ist benannt nach Thao Suranari, der Lokalheldin von Nakhon Ratchasima.
Die Universität ist Mitglied des Netzwerkes International Association of Universities. Das Gelände liegt auf einem begradeten Waldgebiet des Huay Yang Reservoirs, im Südwesten der Provinzhauptstadt Nakhon Ratchasima. Die Fläche des Universitätsgeländes beträgt 1120 Hektar.

## Geschichte
Das Suranaree College wurde 1984 vom Ministry of University Affairs (heute Office of Commission on Higher Education, Teil des thailändischen Erziehungsministerium) als Suranaree College gegründet. Aus Mangel an Universitäten in der Region, entschloss das Kabinett der Regierung von Thailand unter Premierminister General Chatichai Choonhavan am 13. September 1988 fünf regionale Colleges zu Universitäten zu ernennen, darunter auch das Suranaree College. Offiziell bekannt gegeben wurde der neue Status und Name der Suranaree University of Technology am 27. Juli 1990 in der Royal Gazette, rechtskräftig per Gesetz wurde dies drei Tage später am 30. Juli 1990. Leiter der neuen Suranaree-Universität wurde Wichit Srisa-an. Die SUT war die erste öffentlich autonome Universität Thailands.

### Symbole
Die Universitätsfarben sind Orange und Gold, der Universitätsbaum ist der Radermachera ignea (Kurz) Steenis (Thai: Thon Pip Thong, ต้นปีบทอง).

## Akademische Einrichtungen
Die Universität hat sechs akademische Institute:
- Institut für Naturwissenschaften
  - Fachbereich Mathematik
  - Fachbereich Physik
  - Fachbereich Chemie
  - Fachbereich Biochemie
  - Fachbereich Biologie
    - Fachbereich Klassische Biologie
    - Fachbereich Mikrobiologie

  - Fachbereich Geoinformatik[9]
  - Fachbereich Lasertechnologie und Photonik
- Institut für Agrartechnologie
  - Fachbereich Pflanzen-, Saat-, Ackerbau Produktionstechnologie[10]
  - Fachbereich Viehzucht und Viehhaltung
  - Fachbereich Lebensmitteltechnologie
  - Fachbereich Biotechnologie
- Institut für soziale Technologie
  - Fachbereich Informationstechnologie
  - Fachbereich Englisch
  - Fachbereich Management
- Institut für Medizin
  - Fachbereich Medizin
  - Fachbereich Arbeitsschutz (Gesundheit und Sicherheit)
  - Fachbereich Umwelthygiene
- Institut für Krankenpflege
- Institut für Ingenieurwissenschaft
  - Fachbereich Landwirtschafts- und Lebensmitteltechnik
  - Fachbereich Verkehrsplanung und Verkehrstechnik
  - Fachbereich Computertechnik und Technische Informatik
  - Fachbereich Chemietechnik
  - Fachbereich Anlagen- und Maschinenbau
  - Fachbereich Keramik-Technologie

## Ranking
Im QS World University Ranking 2013 belegte das Suranaree-TU in Physik und Astronomie den vierten, in Agrar- und Forstwissenschaft den fünften Platz innerhalb Thailands.